# Iwo Janakiew
Iwo Dimitrow Janakiew (bulgarisch Иво Димитров Янакиев, englisch auch Ivo Yanakiev geschrieben, * 12. Oktober 1975 in Burgas) ist ein ehemaliger bulgarischer Ruderer, der 2004 Olympiadritter im Einer war.
Janakiew war 1992 Fünfter und 1993 Sechster der Junioren-Weltmeisterschaften im Einer. Ab 1994 trat er bei Ruder-Weltmeisterschaften in der Erwachsenenklasse an. 1999 erreichte er erstmals das A-Finale und belegte den fünften Platz, womit er sich auch für die Olympischen Spiele 2000 qualifizierte. Dort belegte er ebenfalls den fünften Platz. 
2001 belegte er beim Weltcup in Sevilla den zweiten Platz hinter dem Slowenen Iztok Čop und erreichte damit zum ersten Mal in seiner Karriere einen Podestplatz; bei den Ruder-Weltmeisterschaften 2001 kam er als Sechster ins Ziel. 2002 belegte er bei den Weltmeisterschaften den zehnten Platz, 2003 war er Zwölfter. Bei den Olympischen Spielen 2004 in Athen erreichte er wieder das A-Finale und gewann die Bronzemedaille hinter dem Norweger Olaf Tufte und dem Esten Jüri Jaanson. 
2005 wechselte Iwo Janakiew in den Doppelzweier und belegte in dieser Bootsklasse bei den Ruder-Weltmeisterschaften zusammen mit seinem Bruder Martin Janakiew den vierten Platz, 2006 folgte ein fünfter Platz. Zum Abschluss seiner Karriere erreichte Iwo mit seinem Bruder einen zehnten Platz bei den Olympischen Spielen 2008 in Peking.
Dimitar Janakiew, der Vater von Iwo und Martin, war von 1972 bis 1980 bei den Olympischen Spielen dabei und wurde 1980 Sechster mit dem bulgarischen Achter.